# Viola bethkeana
Viola bethkeana är en violväxtart som beskrevs av Prahl. Viola bethkeana ingår i släktet violer, och familjen violväxter. Inga underarter finns listade i Catalogue of Life.